# 愛夏樹
愛 夏樹（あい なつき、1957年2月12日 - ）は、日本の女優。本名、長谷川 喜三子。石川県出身。

## 来歴
- 1980年代は女優を中心に活動していたが、1990年代は演歌歌手を中心に活動していた。
- 1995年まで芸能事務所ジャパンプロ（所属俳優はほかに女優の相川圭子、男優の港雄一らがいた）に所属していたが、1996年以降は所属していない。
- 名取裕子との共演が多かった。

## 主な出演作品

### テレビドラマ
- 大江戸捜査網（第487回）「罠に落ちた女ねずみ」（1981年4月4日）
- 惜春鳥（1981年5月5日）
- 新・女捜査官（第8回）「暗闇の標的は婦人警官」（1983年6月3日）- 婦人警官・小林みゆき役

### レコード
- みれん酒
- しあわせ夢酒場
- 雪花の恋
- 流氷かもめ
- 浮草川
- おんな海流